# Sepik
Le fleuve Sepik (prononcé « si-pik ») est le plus long cours d'eau de Nouvelle-Guinée. La majorité du fleuve coule en Papouasie-Nouvelle-Guinée dans les provinces de Sandaun (ou Sepik occidental) et de East Sepik (Sepik oriental), et une petite partie du cours du fleuve se trouve en Indonésie dans la province de Papouasie.
Le Sepik offre une grande diversité de paysages et d'écosystèmes le long de son cours incluant des marais, des forêts tropicales, et des montagnes. Biologiquement le fleuve représente la plus grande zone humide non contaminée de la région Asie-Pacifique

## Description
Le fleuve prend sa source près de Telefomin dans les hauts-plateaux centraux de la Nouvelle-Guinée, il coule ensuite vers le nord-ouest et quitte les montagnes près de Yapsei. Puis le fleuve circule en Indonésie avant de tourner vers le nord-est pour revenir en Papouasie-Nouvelle-Guinée en suivant la Grande dépression de Papouasie-Nouvelle-Guinée. Il reçoit de nombreux affluents provenant des diverses chaines de montagnes de Nouvelle-Guinée.
Dans la majorité de son cours, le Sepik est sinueux et navigable et il se jette dans la mer de Bismarck au nord de la Papouasie-Nouvelle-Guinée. Contrairement à beaucoup d'autres gros fleuves, le Sepik n'a pas de delta et se jette directement dans la mer à environ 100 km à l'est de la ville de Wewak.
La longueur du fleuve est de 1 126 km et le bassin du Sepik représente un peu plus de 80 000 km2. Les méandres du fleuve forment une ceinture de 5 à 10 kilomètres autour du fleuve et ont créé une plaine fluviale pouvant atteindre 70 km de largeur avec des zones marécageuses. Il y a environ 1 500 bras morts ou lacs dans la plaine alluviale, le plus grand étant le Chambri
Le bassin du Sepik présente un environnement naturel car il n'y a pas d'installations ou d'activités humaines à proximité (pas de mine, pas d'exploitation de la forêt).

## Dénomination
Lors de son exploration par les Allemands au XIXe siècle, le fleuve fut baptisé Kaiserin Augusta Fluss. Après la Première Guerre mondiale et la perte de la Nouvelle-Guinée allemande, les Australiens prirent le relais des Allemands, c'est à cette époque que le fleuve fut nommé Sepik sans que l'on connaisse précisément l'origine et le sens du mot.

## Histoire

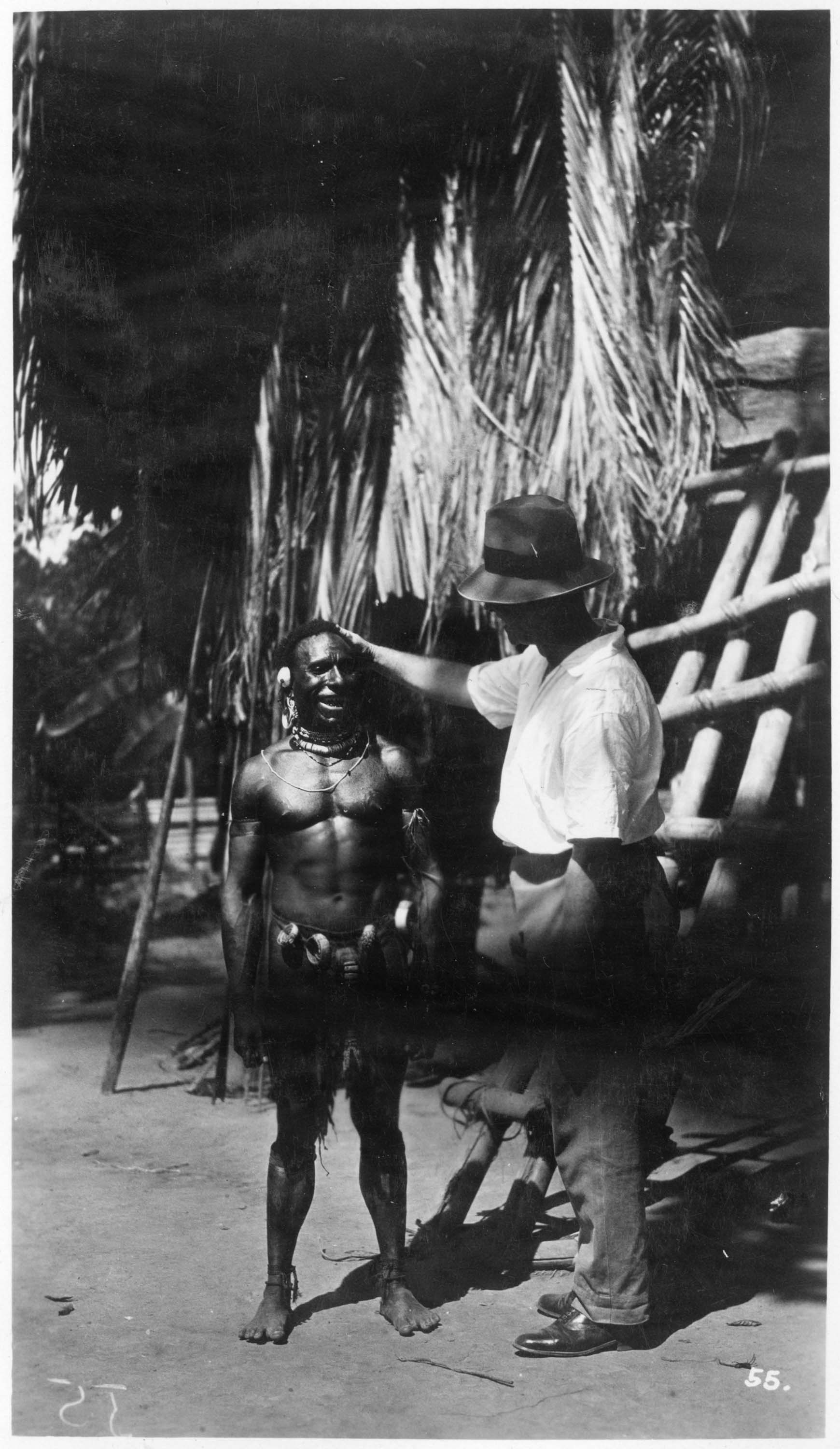
L'anthropologue, M. E W P Chinnery, au travail (Sepik médian)

L'occupation humaine est attestée depuis plusieurs millénaires ; le fleuve étant une source de nourriture et un moyen de transport.

### Exploration
Le premier contact des Européens avec le fleuve et ses habitants a eu lieu en 1885 quand les Allemands explorèrent la région qui était une partie de la Nouvelle-Guinée allemande, colonie allemande. Le fleuve fut alors nommé par le docteur Otto Finsch Kaiserin Augusta d'après la princesse Augusta de Saxe-Weimar. En découvrant le fleuve, Finsch navigua sur le Sepik sur 50 kilomètres à partir de l'embouchure.
En 1886 et 1887, des expéditions plus poussées utilisant des bateaux à vapeur furent conduites par les Allemands et plus de 600 kilomètres furent explorés. Entre 1912 et 1913, les Allemands envoyèrent d'autres expéditions pour explorer le bassin du Sepik. Ils collectèrent des spécimens de la flore et la faune locale, étudièrent les tribus indigènes et dessinèrent les premières cartes. La base de Angoram fut construite pour servir de camp de base pour le Sepik inférieur mais, avec le début de la Première Guerre mondiale, les explorations cessèrent.
Après la Première Guerre mondiale, le gouvernement australien prit le contrôle de la colonie germanique et créa le Territoire de Nouvelle-Guinée duquel la région du Sepik dépendait. Durant cette période, les Australiens continuèrent l'exploration et créèrent la station de Ambunti pour le Sepik médian.

### Seconde Guerre mondiale
Les Japonais occupèrent la région pendant la majeure partie de la Seconde Guerre mondiale. À la fin du conflit, les Japonais étaient cernés à la suite de la perte de Hollandia (Nouvelle-Guinée hollandaise) en avril 1944 et de Aitape en août 1944. La bataille entre les dernières forces japonaises et l'armée australienne fut ensuite longue et difficile à cause du terrain.
Puis, les Australiens renvoyèrent les Japonais au village de Timbuke dans le Sepik médian en juillet 1945. Après l'atterrissage d'un avion de l'armée australienne à 10 km de Timbuke, les Japonais suspectèrent la population d'avoir collaboré et massacrèrent 100 villageois. Finalement les Japonais furent battus et capitulèrent à Wewak en septembre 1945.

## Art Sepik

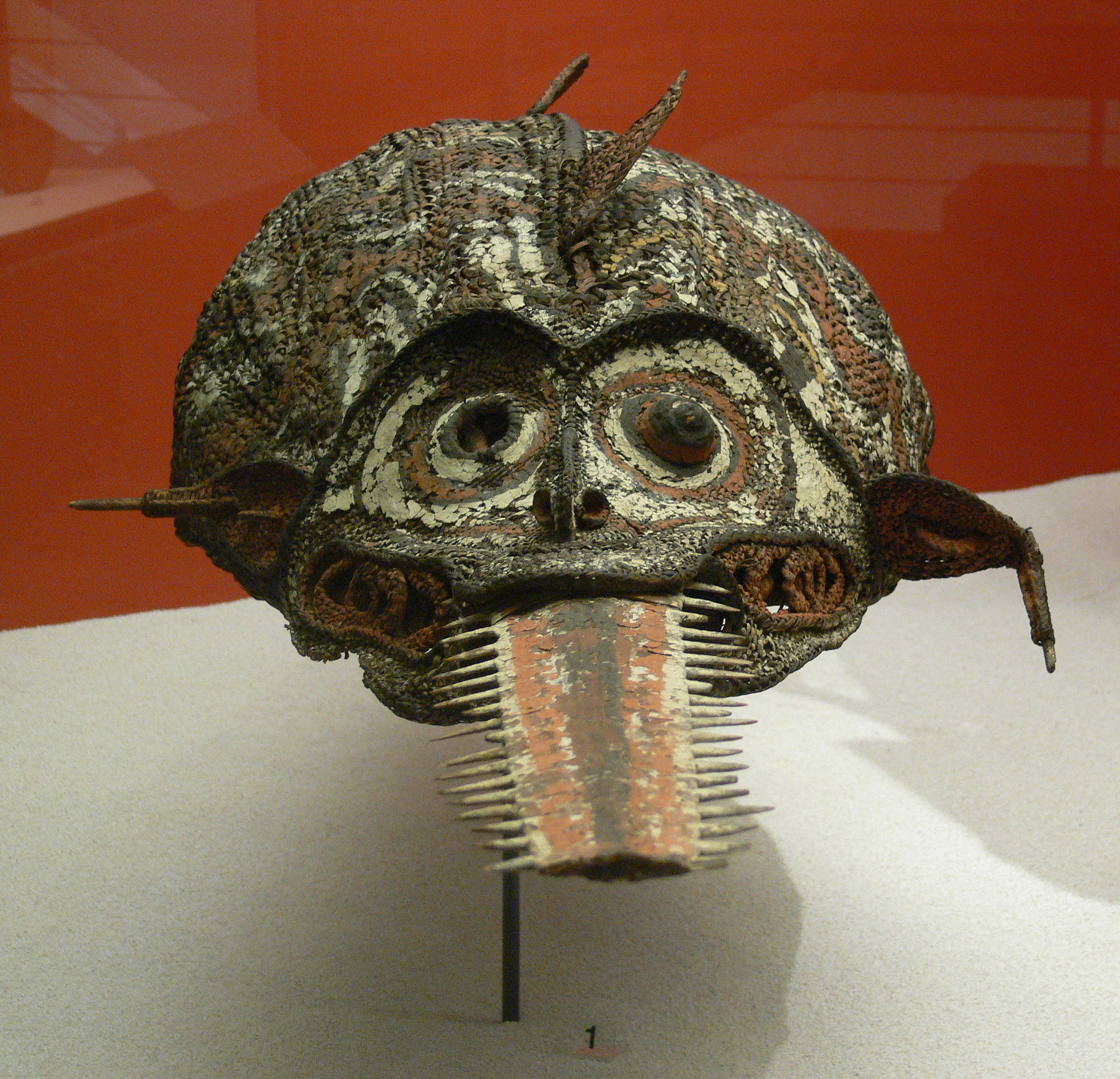
Masque poisson-scie, Sepik médian, début du XXe siècle

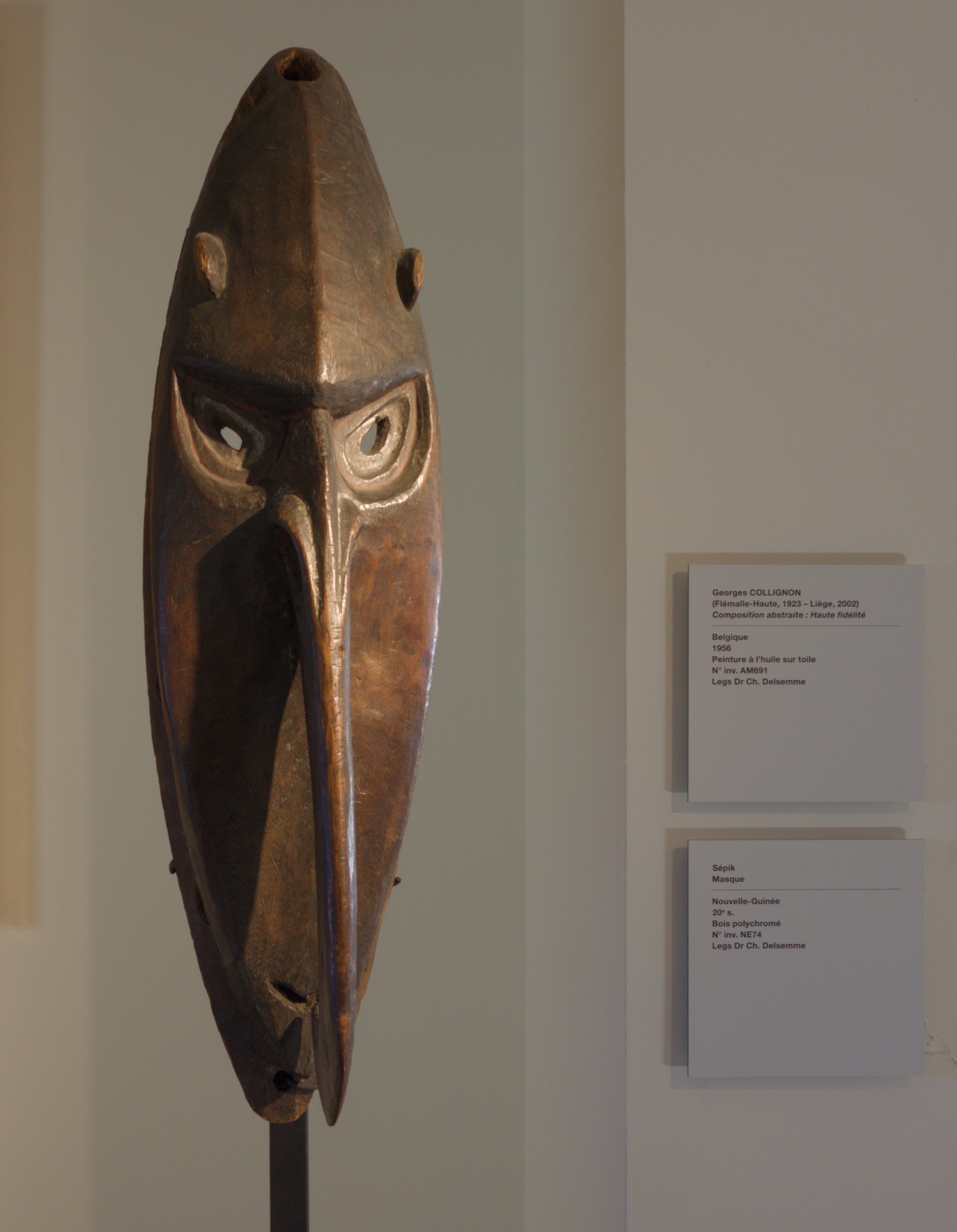
Masque Sepik au Musée L

Les magnifiques gravures des tribus vivant le long du fleuve sont remarquables. Le rite d'initiation des  Iatmul (passage entre l'état d'enfant et celui d'adulte) utilise la scarification.
L'art du Sepik est l'objet d'expositions régulières dans de prestigieux musées, la dernière en date a été donnée au Musée du Quai Branly (2015-2016).

## Littérature
L'action du roman policier de Xavier-Marie Bonnot, Le Pays des oubliés du temps, se déroule en alternance à Marseille et sur le fleuve Sepik, dans la région de l'embouchure de la rivière Yuat